# Polypedilum nigritum
Polypedilum nigritum är en tvåvingeart som beskrevs av Henry Keith Townes, Jr. 1945. Polypedilum nigritum ingår i släktet Polypedilum och familjen fjädermyggor. Inga underarter finns listade i Catalogue of Life.